# Пантіані
Пантіані (груз. პანტიანი) — село в Грузії.
За даними перепису населення 2014 року в селі проживає 2 особи.